# (4175) Биллбаум
(4175) Биллбаум (англ. 4175 Billbaum), ранее 1985 GX — астероид из центральной области пояса астероидов, диаметр составляет около 9 км. Открыт 15 апреля 1985 года американским астрономом Эдвардом Боуэллом на станции Андерсон-Меса обсерватории Лоуэлла вблизи Флагстаффа в Аризоне. Астероид принадлежит редкому классу L, имеет период обращения 2,73 часа. Объект назван в честь американского астронома Уильяма Баума.

## Орбита и классификация
Биллбаум не принадлежит какому-либо семейству главного пояса, параметры орбиты определены методом иерархического скучивания. На основе оскулирующих кеплеровых элементов орбиты астероид был отнесён к семейству Эвномии, семейству каменных астероидов класса S, крупнейшему семейству в средней части главного пояса и насчитывающему более 5 тысяч астероидов.
Обращается вокруг Солнца в центральной части главного пояса на расстоянии 2,2-3,2 а. e. с периодом 4 года 5 месяцев (1606 дней; большая полуось 2,68 а. е.). Орбита обладает эксцентриситетом 0,19 и наклонением 14° относительно плоскости эклиптики. Дуга наблюдения начинается с предварительного открытия в Паломарской обсерватории в августе 1951 года, почти за 34 года до официального открытия в Андерсон-Меса.

## Физические характеристики
Биллбаум охарактеризован как необычный астероид класса L в рамках обзора Pan-STARRS.

### Период вращения
В январе и феврале 2011 года были получены три фотометрические кривые вращения, наблюдения проводили Ральф Мегна, Джозеп Аймами и астрономы обсерватории Окли. Анализ наилучшей кривой блеска дал значение периода обращения 2,73 часа при амплитуде блеска от 0,08 до 0,15 звёздной величины.

### Диаметр и альбедо
Согласно обзору, проведённому в рамках миссии NEOWISE телескопа NASA Wide-field Infrared Survey Explorer, Биллбаум обладает диаметром 8,87 км, а его поверхность имеет альбедо 0,27, но сайт Collaborative Asteroid Lightcurve Link указывает стандартное альбедо для каменного астероида 0,21, полученное для астероида (15) Эвномия, при этом диаметр составляет 9,60 км при абсолютной величине 12,4.

## Название
Малая планета была названа в честь американского астронома Уильяма Баума (1924—2012), директора Центра по исследованию планет Обсерватории Лоуэлла. Он также работал над телескопом «Хаббл». Официально название было опубликовано Центром малых планет 28 апреля 1991 года.